# Carea balteata
Carea balteata är en fjärilsart som beskrevs av W. Warren 1912. Carea balteata ingår i släktet Carea och familjen trågspinnare. Inga underarter finns listade i Catalogue of Life.